# 南开大学数学科学学院
南开大学数学科学学院，简称南开大学数学学院，成立于1997年5月7日，其历史可以追溯至1920年姜立夫创立的私立南开大学算学系，是当时中国大学第二个创立的数学系。